# Бруд (Великопольське воєводство)
Бруд (пол. Bród) — село в Польщі, у гміні Домб'є Кольського повіту Великопольського воєводства.
Населення — 21 особа (2011).

## Демографія
Демографічна структура станом на 31 березня 2011 року:
|          | Загалом | Допрацездатний вік | Працездатний вік | Постпрацездатний вік |
| -------- | ------- | ------------------ | ---------------- | -------------------- |
| Чоловіки | 11      | 1                  | 8                | 2                    |
| Жінки    | 10      | 1                  | 2                | 7                    |
| Разом    | 21      | 2                  | 10               | 9                    |